# Dorette (Dives)
Die Dorette ist ein kleiner Fluss in Frankreich, der im Département Calvados in der Region Normandie verläuft. Sie entspringt im Gemeindegebiet von Bonnebosq, entwässert generell Richtung Westsüdwest durch die Landschaft des Pays d’Auge und mündet nach rund 16 Kilometern im Gemeindegebiet von Hotot-en-Auge als rechter Nebenfluss in die Dives, die sich hier bereits im Feuchtgebiet ihres Mündungsabschnittes befindet.

## Orte am Fluss
(Reihenfolge in Fließrichtung)
- Bonnebosq
- Auvillars
- La Cour, Gemeinde Repentigny
- Léaupartie
- Rumesnil
- L’École, Gemeinde Victot-Pontfol
- La Cour des Tillées, Gemeinde Hotot-en-Auge

## Sehenswürdigkeiten
- Château de Victot, Schloss mit Ursprüngen aus dem 13. Jahrhundert am Fluss in Victot-Pontfol – Monument historique[4]